# Arugisa watsoni
Arugisa watsoni är en fjärilsart som beskrevs av Richards 1941. Arugisa watsoni ingår i släktet Arugisa och familjen nattflyn. Inga underarter finns listade i Catalogue of Life.